# 好奇的乔治
《好奇的乔治》（英語：Curious George）是一部於2006年上映的美國喜劇電影。由马修·奥卡拉汉執導和編劇，Imagine Entertainment製作，环球影业發行。

## 劇情
布卢姆斯伯里博物馆的导游泰德（Ted）收到由于公共场所不开放而关闭的坏消息。 唯一的补救方法是将非洲Zagawa部落的祭坛带回来。 因此，泰德（Ted）前往非洲寻找遗物。 在那儿，他遇到了猴子喬治（George），这是一种迷人的动物，他将成为他最好的朋友。 当他回来时，他意识到猴子决定陪伴他。 他们将一起参与博物馆周围的各种冒险活动。

## 評價
電影的評價以正面居多。爛番茄基於107條評論，新鮮度70%，平均評分6.13／10。Metacritic得分62。

## 外部連結
- 互联网电影数据库（IMDb）上《好奇的乔治》的资料（英文）
- AllMovie上《好奇的乔治》的资料（英文）
- TCM电影资料库上《好奇的乔治》的资料（英文）
- 大卡通資料庫上《好奇的乔治》的資料（英文）

- Box Office Mojo上《好奇的乔治》的資料（英文）
- 爛番茄上《好奇的乔治》的資料（英文）
- Metacritic上《好奇的乔治》的資料（英文）